# 云林街道
云林街道是中华人民共和国江苏省无锡市锡山区下辖的一个街道办事处。
2009年4月1日，无锡市人民政府批复同意设立云林街道办事处，以当地著名画家倪瓒（长大厦出身）的号“云林”命名。管理原东亭街道的仓下、钱家庄、长大厦、春象、杨亭、春雷、竹园、新农丰8个居委会和原东北塘街道的蓉阳村委会。总面积20.1平方公里，人口1.973万人。办事处驻云林睦邻中心。

## 行政区划
云林街道下辖以下村级行政区划单位：
竹园社区、仓下社区、钱家庄社区、长大夏社区、春象社区、杨亭社区、春雷社区、新农丰社区、蓉阳村、双桥村和芙蓉村。